# بول هاند
بول هاند (بالإنجليزية: Paul Hand)‏ هو لاعب كرة مضرب بريطاني، ولد في 3 يوليو 1965 في باركشير في المملكة المتحدة.

## وصلات خارجية
- بول هاند على موقع رابطة محترفي التنس (الإنجليزية)
- بول هاند على موقع الاتحاد الدولي لكرة المضرب (الإنجليزية)
- بول هاند على موقع خلاصة التنس.كوم (الإنجليزية)